# Sérgio Eduardo Ferreira da Cunha
Sérgio Eduardo Ferreira da Cunha, detto Serginho (Rio de Janeiro, 15 ottobre 1972), è un ex calciatore brasiliano, di ruolo attaccante.

## Caratteristiche tecniche
Giocava come attaccante.

## Carriera

### Club
Cresciuto in società dello stato di Rio de Janeiro, si trasferisce in Portogallo, al Nacional de Madeira, dopo tre stagioni al Vitória di Salvador de Bahia. Con il Nacional giocherà per dieci anni, giocando in più di duecento partite tra prima e seconda divisione portoghese.
Dopo i successi con il Nacional, tornò in prestito in Brasile, al Juventude, per poi chiudere la carriera nel 2007 con l'Estacio de Sá.

### Nazionale
Con la Nazionale di calcio del Brasile ha giocato il campionato mondiale di calcio Under-20 1991.

## Palmarès

### Club

#### Competizioni statali
- Campionato Baiano: 1

Vitória: 1992

### Nazionale
- Campionato sudamericano di calcio Under-20: 1

1991